# 하이라이트 레코즈
하이라이트 레코즈(Hi-Lite Records)는 대한민국의 힙합 레이블이다.
2010년 4월 20일, 로컬 문화의 활성화와 언더그라운드의 발전을 위해 정글 엔터테인먼트와는 협력관계로서 산하 레이블이자 독립적인 레이블로 팔로알토에 의해 설립되었다. 팔로알토 외에도 허클베리 피&소울피쉬 (피노다인), 비프리&스웨이디 (그린클럽), 오케이션, 레디, G2 등의 힙합 음악가들을 영입했다.
2013년 6월 25일, 하이라이트 레코즈 컴필레이션 앨범 HI-LIFE가 발매되었다.
2015년 10월 16일, 하이라이트 레코즈는 CJ E&M의 음악사업부문에 인수되었다.
2016년, 비프리와 오케이션이 계약을 해지하였고, 이후 윤비를 영입하였다.
2017년, H2ADIN을 영입하였다.
2019년 2월 24일, 하이라이트 레코즈의 첫 여성 래퍼인 스월비를 영입하였다. 이후 11월 30일, G2는 하이라이트 레코즈와의 계약을 해지했다.
2020년 3월, 오웰 무드를 영입하였고, 이후 4월에는 여성 R&B 가수 수비와 저드를 영입하였다.
2021년 8월 15일, 여성 래퍼 애쉬비를 영입하였다.
2022년 4월 20일, 만들어진지 12년만에 하이라이트 레코즈는 해체를 발표했다. 팔로알토의 인스타 라이브를 통해 이 소식을 전했다.